# Andrzej Krzanowski
Andrzej Krzanowski (né le 9 avril 1951 à Czechowice-Dziedzice - 1er octobre 1990 à Czechowice-Dziedzice) est accordéoniste et compositeur polonais de  musique classique. Bien qu'il ait composé de la musique symphonique et de la  musique de chambre ainsi que des pièces pour la voix, il est surtout connu pour sa musique d'accordéon des années 1970-80.

## Biographie
Entre 1971 et 1975, Andrzej Krzanowski a étudié la composition avec Henryk Górecki au Conservatoire supérieur de musique de Katowice et l'accordéon avec Joachim Pichura.
Il a fait ses débuts en tant que compositeur lors du festival des Jeunes Musiciens pour la ville de Stalowa Wola (1975, 1976) et des Rencontres Musicales de Baranów Sandomierski (1976), présentant un cycle vocal et instrumental Audycji I-IV. Il a été le lauréat du Concours des Jeunes Compositeurs Polonais en 1976, du concours A. Malawski (1976, 1980), du concours international C.M. Weber à Dresde (1978, 1979), du concours de Digne-les-Bains (1981, 1987), et enfin du concours international d'Ancône (1986). En tant qu'interprète, il a participé au Festival international de musique d'accordéon à Digne-les-Bains, le Dresdner Musikfestspiele, le Musikprotokoll à Graz, le Festival International de Pontino, les Encontros Gulbenkian de Música Contemporánea à Lisbonne et le Festival de musique contemporaine internationale « Musica 83 » à Strasbourg.
Krzanowski a entrepris une carrière d'enseignant à l'École nationale supérieure de musique de Wrocław (pl) en 1975, qu'il a poursuivie à Katowice en 1976. En 1984 et 1986 Andrzej Krzanowski a enseigné aux cours de Darmstadt, ainsi qu'à l'Académie d'été de musique à Viitasaari, en Finlande, en 1987.
En 1984, Krzysztof Penderecki a commandé la Symphonie nº 2.
En 1986, il a reçu une bourse Witold Lutoslawski et la bourse Scottish Arts Council. En 1987-1989 il a été président de l'Union des compositeurs polonais de Katowice.

## Œuvres
- Preludium / Prélude pour accordéon (1970)
- Taniec / Danse pour accordéon (1970)
- Sonata pour accordéon (1972)
- Szkice / Sketches pour clarinette solo (1972)
- Trzy utwory na obój i trąbkę / Trois pièces pour hautbois et trompette (1972)
- Studium I pour accordéon et orchestre (1973)
- Audycja I wg poezji Jacka Bieriezina  (d'après des poésies de Jacek Bieriezin (pl)), pour récitant, flûte, tam-tam, sirène, sifflet et 2 bandes magnétiques (1973)
- Audycja II wg poezji Jacka Bieriezina (d'après des poésies de Jacek Bieriezin (pl)), pour récitant, flûte, tam-tam, sirène, sifflet et 2 bandes magnétiques, (1973)
- Pieśni północne / Midnight songs pour chœur mixte (1973)
- Kanon / Canon pour accordéon (1974)
- Fuga-fantazja nº 2 / Fugue-fantasia nº 2 pour accordéon (1974)
- Audycja III wg poezji Jacka Bieriezina (pl) pour acteur, soprano, 2 accordéons, saxophone baryton, trompette, guitare électrique, percussion et bande magnétique (1974)
- Studium II pour accordéon (1974)
- Partita pour hautbois, clarinette et basson (1974)
- Trzy etiudy / Trois études pour soprano, flûte et bande magnétique (1974-76)
- Toccata pour trio d'accordéons (1974-80)
- Kanon / Canon pour accordéon (1974)
- Audycja IV wg poezji Zbigniewa Doleckiego (d'après des poésies de Zbigniew Dolecki (pl)), pour récitant, sirène, cymbales, accordéon et bandes magnétiques (1975)
- De Profundis (cantate) pour baryton et orchestre, (1974)
- Studium III pour accordéon (1975)
- Nokturn, preludium i fuga / Nocturne, Prélude et Fugue pour quintette d'accordéons (1971-75)
- Symphonie nº 1 pour orchestre, 1975
- Studium V (from Second Book) pour quintette d'accordéons, (1976)
- Canti di Wratislavia pour orchestre symphonique, (1976)
- Kwartet smyczkowy nº 1 / Quatuor à cordes nº 1 [version I] (1976)
- Kwartet smyczkowy nº 1 / Quatuor à cordes nº 1 [version II] (1976)
- Studium V pour quintette d'accordéons (1976)
- Audycja V / Programme V, opéra en 20 scènes (1977)
- Transpaiting, spectacle audio-visuel (1977)
- Con vigore, concerto pour 8 instrumentistes (1978)
- Koncert na orkiestrę / Concerto pour orchestre [version I] (1978)
- Kwartet smyczkowy nº 2 / Quatuor à cordes nº 2 (1978)
- Sonata na tube / Sonate pour tuba (1978)
- Studium IV pour duo d'accordéons (1978)
- Chorał / Choral pour accordéon (1979)
- Trzy medytacje / Trois méditations pour accordéon (1979)
- Cztery bagatele / Quatre bagatelles pour accordéon (1979)
- Nokturn i scherzo / Nocturne et Scherzo pour accordéon (1979)
- Oda / Ode pour accordéon (1979)
- Sonatina na akordeon / Sonatine pour accordéon (1979)
- Katedra / Cathédrale pour accordéon (1979)
- Tryptyk / Triptyque pour accordéon (1979)
- Studium I pour accordéon et orchestre (1979)
- Alkagran czyli jedno miejsce na prawym brzegu Wisły / Alkagran, or a place on the right bank of the Vistula river pour quintette d'accordéons (1980)
- Chorał / Choral pour quintette d'accordéons (1980)
- Sonata di concerto pour accordéon (1980)
- Taniec góralski / Highlander dance pour duo d'accordéons (1980)
- Trzy utwory / Trois pièces pour quintette d'accordéons (1980)
- Echo pour accordéon (1981)
- Wiatr echo niesie po polanie / The Wind Carries the Echo Across A glade [version I] pour 2 accordéons (1981)
- Wiatr echo niesie po polanie / The Wind Carries the Echo Across A glade [version II] pour accordéon et clavecin amplifié (1981)
- Jedenaście utworów na orkiestrę dziecięcą / Onze pièces pour orchestre d'enfants (1981)
- Kalangra, 20 pièces pour enfants pour accordéon (1981)
- Salve Regina [version I] pour chœur de garçons et orgue (1981)
- Salve Regina [version II ] pour chœur de garçons ou chœur de femmes a cappella (1981)
- Mała partita / Petite Partita pour violon solo (1981)
- Koncert na orkiestrę / Concerto pour Orchestre [version II] (1981-82)
- Impresje zimowe / Wintertime impressions pour accordéon (1982)
- Miniatury / Miniatures for piano (1982)
- Suita dziecięcą / Suite pour enfants pour piano (1982)
- Audycja VI / Programme VI pour soprano et quatuor à cordes (1982)
- Trifle pour accordéon et clarinette basse (1983)
- Capriccio pour accordéon (1983)
- Impresje wiosenne / Impressions de printemps pour accordéon (1983)
- Adagio pour accordéon (1983)
- Reminiscenza [version I] pour accordéon, clarinette, violon et violoncelle (1983)
- Symphonie nº 2 pour 13 instruments à cordes (1984)
- Reminiscenza [version II] pour quatuor à cordes (1984)
- Rapsodia / Rhapsodie pour accordéon (1983); écrit avec Grażyna Krzanowska
- Sonata Breve for concert accordion (with bass melodic keyboard) or 120-bass buttons accordion (1983); écrit avec Grażyna Krzanowska
- Impresje lata / Impressions d'été pour flûte, clarinette et accordéon (1984)
- Relief I pour accordéon (1984)
- Niech żyje i wzrasta (Preludium) / Let it live and grow (Prélude) pour accordéon (1984)
- Larghetto pour accordéon (1984)
- Relief II pour accordéon (1985)
- Trzy etiudy / Trois études pour accordéon (1985)
- Relief III pour orgue (1985)
- Gdzie kończy się tęcza / Where the rainbow ends pour percussion et clarinette basse (1985)
- Relief IV pour soprano et cloches tubulaires (1985)
- Over the Rainbow pour alto, percussion et accordéon (1985-87)
- Relief V pour violoncelle (1986)
- Impresje jesienne / Impressions d'automne pour accordéon basse amplifié (1986)
- Relief VI pour accordéon basse amplifié (1986)
- Divertimento pour accordéon (1986)
- Sonata na akordeon nº 2 / Sonate pour accordéon nº 2 (1987)
- Sonatina na akordeon nº 2 / Sonatine pour accordéon nº 2 (1987)
- Cztery nowele / Quatre histoires pour accordéon (1987)
- Nokturn / Nocturne pour 2 accordéons (1987)
- Relief VII pour accordéon et percussion (1988)
- Trzy małe preludia / Trois petits préludes pour accordéon (1988)
- Pejzaż sentymentalny / Paysage sentimental pour 2 accordéons (1988)
- Gakkaj, 5 pieces for children pour accordéon (1988)
- Kwartet smyczkowy nº 3 / Quatuor à cordes nº 3 (1988)
- Relief IX (Szkocki) / Relief IX pour quatuor à cordes et bande (1988)
- Sonata na gitarę / Sonate pour guitare (1990)